# Liste des femmes ministres belges

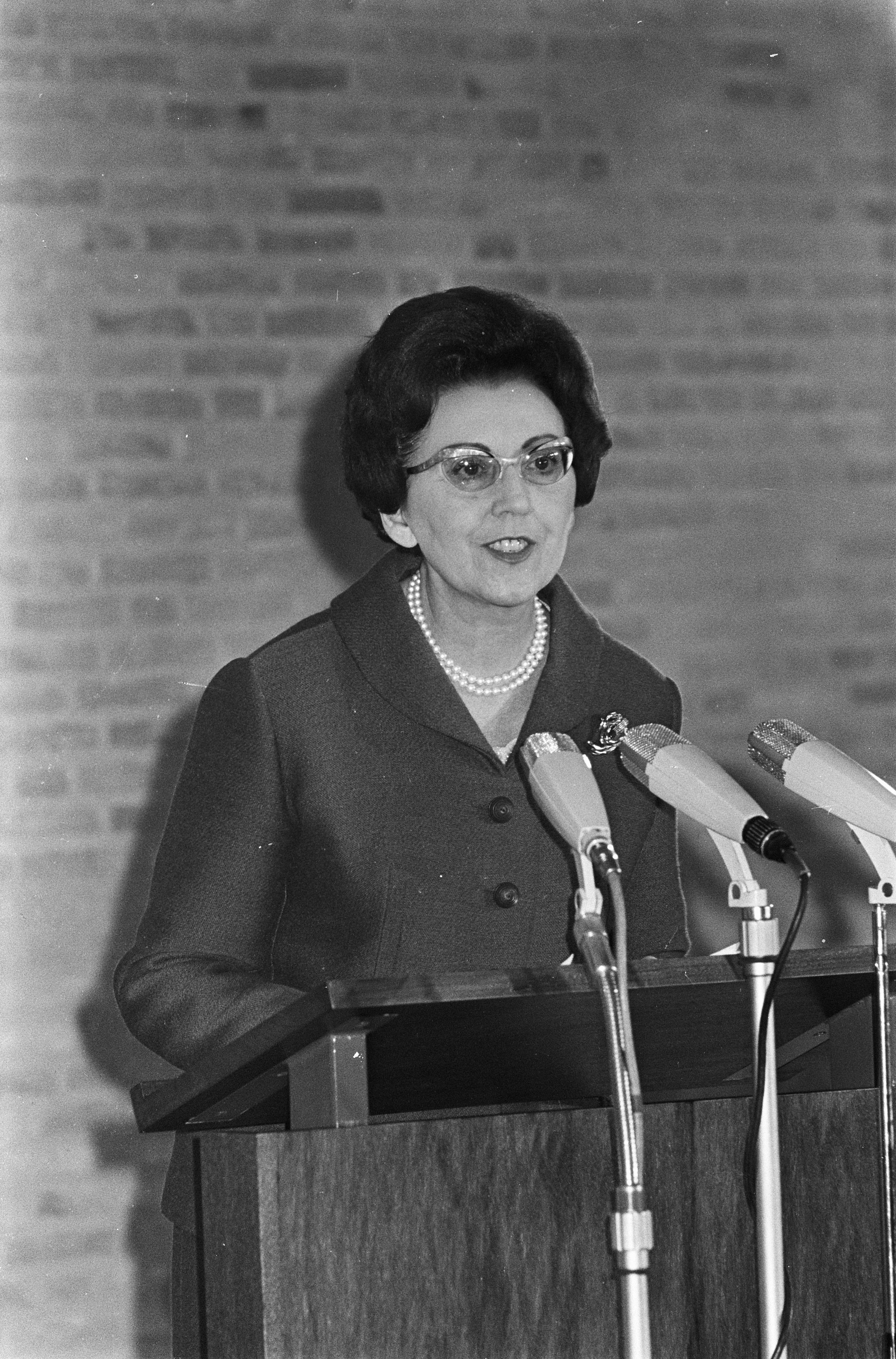
Marguerite De Riemaecker-Legot, la première femme ministre belge, en 1967.

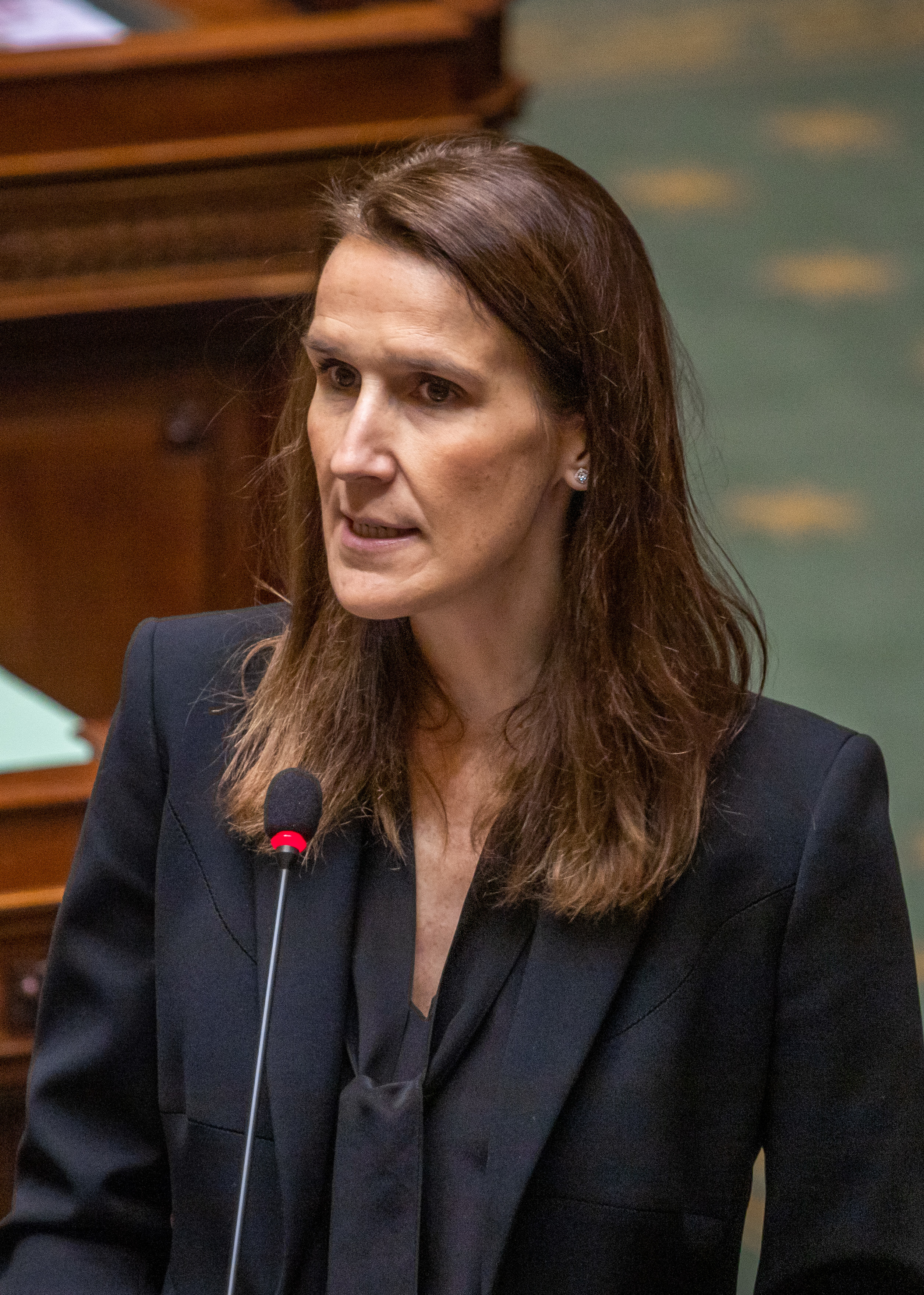
Sophie Wilmès, la première femme Première ministre.

Cette liste de femmes ministres belges recense, par cabinet, toutes les femmes qui ont été membre d'un gouvernement, depuis les années 1960. Elles constituent au début des exceptions au sein de la vie politique belge, avec une première nomination en 1965 (Marguerite De Riemaecker-Legot), et seulement 30 femmes nommées ministres ou secrétaires d'État entre la période de l'après-guerre et 2005, soit un taux cumulé de 8,8 %. 
En 1973, la disparition de toute femme au sein du gouvernement Leburton II indigne les mouvements féministes, qui tentent de mobiliser l'opinion publique et les décideurs politiques, et lancent l'idée de quotas. En 2002, un alinéa précisant que « l’égalité des femmes et des hommes est garantie »  et l'article 11 disposant notamment que « le Conseil des ministres et les gouvernements de communauté et de région comptent des personnes de sexe différent » sont ajoutés à la Constitution.
En mars 2023, en ce qui concerne la féminisation du Gouvernement fédéral, la Belgique occupe la troisième place en Europe, avec huit femmes sur 15 ministres de plein exercice, soit 53,33 %. En janvier 2023, la Belgique était classée 7e au niveau mondial, avec 8 femmes sur 14.  Cet indicateur, qui correspond au critère 5.5.1 de l'objectif de développement durable no 5 des Nations unies visant à l'égalité hommes femmes, fait l'objet d'un suivi régulier au niveau mondial par l'ONU Femmes.

## Cabinets Harmel (1965-1966) et Vanden Boeynants I (1966-1968)
- Marguerite De Riemaecker-Legot
  - Ministre de la Famille et du Logement du 28 juillet 1965 au 17 juin 1968.

## Cabinet Leburton I (1973)
- Irène Pétry
  - Secrétaire d'État de la Coopération au Développement du 26 janvier au 23 octobre 1973.
- Maria Verlackt-Gevaert
  - Secrétaire d'État à la famille, du 26 janvier au 23 octobre 1973[2].

## Cabinets Tindemans I (1974), II (1974-1977), III (1977) et IV (1977-1978) et Vanden Boeynants II (1978-1979)
- Rika De Backer-Van Ocken
  - Ministre de la Culture néerlandaise et des Affaires flamandes du 25 avril 1974 au 3 avril 1979.

## Cabinets Martens I (1979-1980), II (1980), III (1980), IV (1980-1981), Mark Eyskens (1981), Martens V (1981-1985), VI (1985-1987), VII (1987-1988), VIII (1988-1991) et IX (1991-1992)
- Rika De Backer-Van Ocken
  - Ministre des Affaires communautaires néerlandaises du 3 avril 1979 au 22 octobre 1980.
  - Secrétaire d'État à la Communauté ﬂamande du 22 octobre 1980 au 17 décembre 1981.
- Rika Steyaert
  - Secrétaire d'État aux Affaires communautaires néerlandaises du 3 avril 1979 au 17 décembre 1981.
- Lydia de Pauw
  - Secrétaire d'État aux Affaires bruxelloises du 3 avril 1979 au 18 mai 1980.
  - Secrétaire d'État à la Région bruxelloise du 22 octobre 1980 au 17 décembre 1981.
- Cécile Goor-Eyben
  - Ministre de la Région bruxelloise du 23 janvier 1980 au 22 octobre 1980.
  - Secrétaire d'État à la Région bruxelloise du 22 octobre 1980 au 28 novembre 1985.
- Lucienne Herman-Michielsens
  - Secrétaire d'État à la Communauté flamande du 18 mai 1980 au 22 octobre 1980.
- Paula D'Hondt-Van Opdenbosch
  - Secrétaire d'État aux PTT du 17 décembre 1981 au 9 mai 1988.
  - Ministre des Travaux publics du 9 mai 1988 au 16 janvier 1989.
- Jacqueline Mayence-Goossens
  - Secrétaire d'État à la Coopération et au Développement du 17 décembre 1981 au 9 juin 1983.
- Anne-Marie Neyts-Uyttebroek
  - Secrétaire d'État à la Région bruxelloise du 17 décembre 1981 au 28 novembre 1985.
- Wivina Demeester
  - Secrétaire d'État à la Santé publique et à la Politique des handicapés du 28 novembre 1985 au 9 mai 1988.
  - Secrétaire d'État aux Finances et aux Petites et Moyennes Entreprises du 9 mai 1988 au 29 septembre 1991.
  - Ministre du Budget et de la Recherche scientifique du 29 septembre 1991 au 7 mars 1992.
- Miet Smet
  - Secrétaire d'État à l'Environnement et à Émancipation sociale du 21 octobre 1987 au 7 mars 1992.
- Anne-Marie Lizin
  - Secrétaire d'État à l'Europe 1992 du 9 mai 1988 au 7 mars 1992.
- Leona Detiège
  - Secrétaire d'État aux Pensions du 9 mai 1988 au 7 mars 1992.

## Cabinets Dehaene I (1992-1995) et II (1995-1999)
- Miet Smet
  - Ministre de l'Emploi et du Travail, chargé de la politique d'Égalité des chances du 7 mars 1992 au 12 juillet 1999.
- Laurette Onkelinx
  - Ministre de la Santé publique, de l'Environnement et de l'Intégration sociale du 7 mars 1992 au 23 juin 1995.
- Mieke Offeciers-Van De Wiele
  - Ministre du Budget du 7 mars 1992 au 5 septembre 1993.
- Magda De Galan
  - Ministre des Affaires sociales du 23 juin 1995 au 12 juillet 1999.

## Cabinets Verhofstadt I (1999-2003), II (2003-2007) et III (2007-2008)
- Laurette Onkelinx
  - Vice-première ministre, ministre de l'Emploi du 12 juillet 1999 au 11 juillet 2003.
  - Vice-première ministre, ministre de la Justice du 11 juillet 2003 au 21 décembre 2007.
  - Ministre des Affaires sociales et de la Santé publique du 21 décembre 2007 au 20 mars 2008.
- Isabelle Durant
  - Vice-première ministre, ministre des Transports et de la Mobilité du 12 juillet 1999 au 5 mai 2003.
- Magda Aelvoet
  - Ministre de la Protection de la Consommation, de la Santé et de l'Environnement du 12 juillet 1999 au 28 août 2002.
- Annemie Neyts-Uyttebroeck
  - Ministre adjointe au ministre des Affaires étrangères, chargé des Affaires européennes, du Commerce Extérieur et de l’Agriculture entre 2001 et 2003.
- Frédérique Ries
  - Secrétaire d'État aux Affaires européennes et aux Affaires étrangères du 1er février au 15 juin 2004.
- Freya Van den Bossche
  - Vice-première ministre, ministre du Budget et de la Protection de la consommation du 11 juillet 2003 au 20 juillet 2004.
  - Ministre de l'Emploi et ministre chargée de la Protection des consommateurs du 20 juillet 2004 au 15 octobre 2005
  - Vice-Première ministre, ministre du Budget et ministre de la Protection de la consommation du 15 octobre 2005.
- Sabine Laruelle
  - Ministre des Classes moyennes et de l'Agriculture du 11 juillet 2003 au 21 décembre 2007.
  - Ministre de l'Économie, des Indépendants et de l'Agriculture du 21 décembre 2007 au 20 mars 2008.
- Els Van Weert
  - Secrétaire d'État au Développement durable et à l'Économie sociale, adjointe au budget et aux affaires sociales du 11 juillet 2003 au 21 décembre 2007.
- Gisèle Mandaila Malamba
  - Secrétaire d'État à la Famille et aux Personnes handicapées, adjointe aux affaires sociales et à la santé publique du 11 juillet 2003 au 21 décembre 2007.
- Fientje Moerman
  - Ministre de l'Économie, de l'Énergie, du Commerce extérieur et de la Politique scientifique de 2003 à 2004.
- Marie Arena
  - Ministre de la Fonction publique, de l'Intégration sociale, des Grandes villes, de l'Égalité des chances et du Dialogue interculturel entre 2003 et 2004.
- Isabelle Simonis
  - Secrétaire d'État aux Familles et aux Personnes handicapées entre 2003 et 2004.
- Anissa Temsamani
  - Secrétaire d'État de l'organisation et du bien-être au Travail en 2003.
- Kathleen Van Brempt
  - Secrétaire d'État chargée du Bien-Être au travail en 2003.
- Inge Vervotte
  - Ministre des Entreprises publiques et de la Fonction publique du 21 décembre 2007 au 20 mars 2008.

## Cabinets Leterme I (2008), Van Rompuy I (2008-2009), Leterme II (2009-2011) et Di Rupo (2011-2014)
- Marie Arena
  - Ministre de l'Intégration sociale, des Pensions et des Grandes villes du 20 mars 2008 au 17 juillet 2009.
- Julie Fernandez Fernandez
  - Secrétaire d’État aux personnes handicapées du 20 mars 2008 au 17 juillet 2009.
- Inge Vervotte
  - Ministre de la Fonction publique et des Entreprises publiques du 20 mars 2008 au 30 décembre 2008.
  - Ministre de la Fonction publique et des Entreprises publiques entre le 25 avril 2009 et le 6 décembre 2011.
- Joëlle Milquet
  - Vice-première ministre, ministre de l’Emploi et de l’Égalité des chances entre le 20 mars 2008 et le 6 décembre 2011.
  - Vice-première ministre, ministre de l’Intérieur entre le 6 décembre 2011 et le 22 juillet 2014.
- Annemie Turtelboom
  - Ministre de la Politique de migration et d'asile du 20 mars 2008 au 30 décembre 2008.
  - Ministre de l'Intérieur entre le 30 décembre 2008 et le 6 décembre 2011.
  - Ministre de la Justice entre le 6 décembre 2011 et le 25 juillet 2014.
- Laurette Onkelinx
  - Vice-première ministre, ministre des Affaires sociales et de la Santé publique, chargée de l'Intégration sociale entre le 20 mars 2008 et le 11 octobre 2014.
- Sabine Laruelle
  - Ministre des PME, des Indépendants, de l'Agriculture et de la Politique scientifique entre le 20 mars 2008 et le 11 octobre 2014.
- Monica De Coninck
  - Ministre de l’Emploi entre le 6 décembre 2011 et le 11 octobre 2014.
- Maggie De Block
  - Secrétaire d'État à l'Asile, à l'Immigration et à l'Intégration sociale entre le 6 décembre 2011 et le 25 juillet 2014.
  - Ministre de la Justice et des Cultes entre le 25 juillet et le 11 octobre 2014.
- Catherine Fonck
  - Secrétaire d'État à l'Environnement, à l'Énergie et à la Mobilité entre le 22 juillet et le 11 octobre 2014.

## Cabinet Michel (2014-2019)
- Maggie De Block
  - Ministre des Affaires sociales et de la Santé publique, entre le 11 octobre 2014 et le 27 octobre 2019. Portefeuilles de l'Asile et de la Migration rajoutés le 9 décembre 2018.
- Marie-Christine Marghem
  - Ministre de l'Énergie, de l'Environnement et du Développement durable, entre le 11 octobre 2014 et le 27 octobre 2019.
- Jacqueline Galant
  - Ministre de la Mobilité, entre le 11 octobre 2014 et le 15 avril 2016.
- Elke Sleurs
  - Secrétaire d'État fédérale à la Lutte contre la pauvreté, à la Lutte contre la fraude et à la Politique scientifique, entre le 11 octobre 2014 et le 21 mai 2015.
  - Secrétaire d'État fédérale à la Lutte contre la pauvreté, à l'Égalité des chances, aux Personnes handicapées, et à la Politique scientifique, chargée des Grandes villes, entre le 21 mai 2015 et le 20 février 2017.
- Zuhal Demir
  - Secrétaire d'État à la Lutte contre la pauvreté, à l'Égalité des chances, aux Personnes handicapées, à la Lutte contre la fraude fiscale et à la Politique scientifique, entre le 24 février 2017 et le 9 décembre 2018.
- Sophie Wilmès
  - Ministre du Budget, entre le 22 septembre 2015 et le 27 octobre 2019. Portefeuille de la Fonction publique rajouté le 9 décembre 2018.
- Nathalie Muylle
  - Ministre de l'Emploi, de l'Économie et des Consommateurs (chargée du Commerce extérieur, de la Lutte contre la pauvreté, de l'Égalité des chances et des Personnes handicapées), entre le 3 et le 27 octobre 2019

## Cabinet Wilmès (2019-2020)
- Sophie Wilmès
  - Première ministre, entre le 27 octobre 2019 et le 1er octobre 2020.
- Maggie De Block
  - Ministre des Affaires sociales et de la Santé publique, et de l'Asile et de la Migration, entre le 27 octobre 2019 et le 1er octobre 2020.
- Marie-Christine Marghem
  - Ministre de l'Énergie, de l'Environnement et du Développement durable, entre le 27 octobre 2019 et le 1er octobre 2020.
- Nathalie Muylle
  - Ministre de l'Emploi, de l'Économie et des Consommateurs (chargée du Commerce extérieur, de la Lutte contre la pauvreté, de l'Égalité des chances et des Personnes handicapées), entre le 27 octobre 2019 et le 1er octobre 2020.

## Cabinet De Croo (depuis 2020)
- Sophie Wilmès
  - Vice-Première ministre, ministre des Affaires étrangères, des Affaires européennes et du Commerce extérieur, et des Institutions culturelles fédérales, entre le 1er octobre 2020 et le 15 juillet 2022.
- Petra De Sutter
  - Vice-Première ministre, ministre de la Fonction publique et des Entreprises publiques, depuis le 1er octobre 2020.
- Karine Lalieux
  - Ministre des Pensions et de l’Intégration sociale, depuis le 1er octobre 2020.
- Ludivine Dedonder
  - Ministre de la Défense, depuis le 1er octobre 2020.
- Annelies Verlinden
  - Ministre de l'Intérieur et des Réformes institutionnelles, depuis le 1er octobre 2020.
- Zakia Khattabi
  - Ministre du Climat, de l’Environnement, du Développement durable et du Green Deal, depuis le 1er octobre 2020.
- Tinne Van der Straeten
  - Ministre de l'Énergie, depuis le 1er octobre 2020.
- Meryame Kitir
  - Ministre de la Coopération au développement, entre le 1er octobre 2020 et le 17 décembre 2022.
- Sarah Schlitz
  - Secrétaire d'État à l’Égalité des genres et à l’Égalité des chances, entre le 1er octobre 2020 et le 26 avril 2023.
- Eva de Bleeker
  - Secrétaire d'État au Budget et à la Protection des consommateurs, entre le 1er octobre 2020 et le 18 novembre 2022.
- Nicole de Moor
  - Secrétaire d'État au Budget et à la Protection des consommateurs adjointe au ministre de la Justice et de la Mer du Nord, depuis le 28 juin 2022.
- Hadja Lahbib
  - Ministre des Affaires étrangères, des Affaires européennes et du Commerce extérieur, et des Institutions culturelles fédérales, depuis le 15 juillet 2022.
- Alexia Bertrand
  - Secrétaire d'État au Budget et à la Protection des consommateurs, depuis le 18 novembre 2022.
- Caroline Gennez
  - Ministre de la Coopération au développement, depuis le 17 décembre 2022.
- Marie-Colline Leroy
  - Secrétaire d'État à l’Égalité des genres, l'Égalité des chances et à la Diversité, depuis le 30 avril 2023.

## Accès aux portefeuilles
Ce tableau présente l'année où, pour la première fois, un portefeuille donné a été attribué à une femme.
| Année | Nom                            | Ministère              |
| ----- | ------------------------------ | ---------------------- |
| 1965  | Marguerite De Riemaecker-Legot | Famille                |
| 1980  | Cécile Goor-Eyben              | Région bruxelloise     |
| 1988  | Paula D'Hondt-Van Opdenbosch   | Travaux publics        |
| 1991  | Wivina Demeester               | Budget                 |
| 1992  | Miet Smet                      | Emploi                 |
| 1992  | Miet Smet                      | Travail                |
| 1992  | Laurette Onkelinx              | Santé                  |
| 1992  | Laurette Onkelinx              | Environnement          |
| 1999  | Laurette Onkelinx              | Vice-Première ministre |
| 1999  | Isabelle Durant                | Transports             |
| 2003  | Laurette Onkelinx              | Justice                |
| 2003  | Sabine Laruelle                | Agriculture            |
| 2003  | Fientje Moerman                | Économie               |
| 2003  | Marie Arena                    | Fonction publique      |
| 2008  | Annemie Turtelboom             | Intérieur              |
| 2019  | Sophie Wilmès                  | Première ministre      |
| 2020  | Sophie Wilmès                  | Affaires étrangères    |
| 2020  | Ludivine Dedonder              | Défense                |
| -     | -                              | Finances               |